# Лобек, Кристиан
Кристиан Август Лобек (нем. Christian August Lobeck; 5 июня 1781, Наумбург — 25 августа 1860, Кёнигсберг) — немецкий филолог-классик, исследователь древнегреческой литературы.

## Биография
Кристиан Август Лобек родился в Наумбурге 5 июня 1781 года. Учился в Йене и Лейпциге, затем поселился в Виттенберге в 1802 году и начал работать в качестве приват-доцента, а в 1810 году был назначен на должность профессора в университете. Четыре года спустя он стал заведующим кафедры риторики и древней литературы в Кёнигсберге, которую он занимал на притяжении почти всей жизни, оставив её лишь за два года до смерти. Среди его многочисленных учеников был, в частности, Франц Шпитцнер и Иоганн Георг Байтер.
Его деятельность была посвящена истории греческой мифологии, изучению греческого языка и литературы. Его самая большая работа, Aglaophamus (1829), на протяжении многих десятилетий после его смерти оставалась ценным пособием для студентов. Известен как крупный и авторитетный учёный своего времени, но также как негативно относившийся к компаративистике (считая, что нужна целая жизнь, чтобы приобрести глубокие знания в конкретном языке).
Первые серьезные возрастные жалобы произошли в 1857 году, поэтому вскоре после этого он отказался от своей преподавательской должности, не оставляя при этом своей научной деятельности. Три года спустя он мирно скончался во сне. Фердинанд Нессельман почтил его память поэтическим чтением на похоронной церемонии 29 ноября 1860 года.